# 田良島昭
田良島 昭（たらしま あきら、1928年11月10日 - 故人）は日本の建築学者、建築家。専門は設計計画、建築計画。鹿児島大学助教授、第一工業大学教授を歴任。

## 経歴
鹿児島県南さつま市の旧日置郡金峰町出身。旧制鹿児島県立第一鹿児島中学校（現鹿児島県立鶴丸高等学校、旧一中49回生）を経て、鹿児島県立工業専門学校（鹿児島大学工学部の前身）建築科を1949年卒業（第2回卒業生）。鹿児島工専助教授の東洋一（後に東京都立大学教授）の推薦により、1951年～1955年に東京大学工学部建築学科丹下健三研究室で、研究生として建築計画・都市計画を専攻。丹下のもとで、成城の丹下邸や旧東京都庁の設計に携わる。1955年芦原義信研究所勤務。同所退職後は浅田孝の南極居住居計画などに参画。その後津端修一の紹介で1958年牧野工務店(博多)勤務。
1961年4月から1964年3月まで九州大学工学部建築学科助手。1964年より鹿児島大学工学部建築学科助教授。後に、第一工業大学に移り工学部教授。趣味に俳句をたしなんだ。

## 参考
- 田良島昭、1989年「忘れ去られる中で」鹿児島大学
- 田良島昭、1999年「近代化と鹿児島の建造物」かごしま文庫５２、春苑堂出版
- 田良島昭、「鹿児島の原風景　絵と俳句でたどる」